# Castillo San Felipe
Pour les articles homonymes, voir Château de San Felipe.

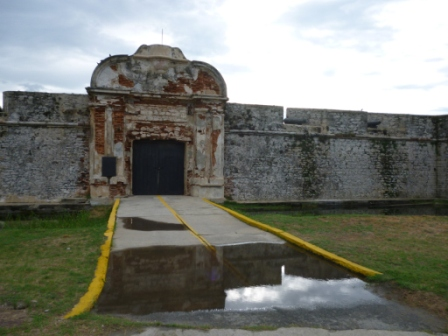
Château situé en face du Malecon de Puerto Cabello.

Le château ou fort Saint-Philippe (en esp. Castillo ou fortín San Felipe), dit aussi Castillo Libertador, est un fort du XVIIIe siècle, qui commande l’entrée du port de Puerto Cabello, au Venezuela, et se trouve aujourd’hui situé dans l'importante base navale Agustín Armario.

## Histoire

### Construction
Le projet de ce fort fut conçu en 1729 par le gouverneur de la province du Venezuela, Don Lope Carrillo de Andrade Sotomayor y Pimentel, et mis en œuvre entre 1732 et 1741. Le fort, qui fut nommé en l’honneur du roi d’Espagne Philippe V, avait pour objectif premier de protéger les activités marchandes de la Compañía Guipuzcoana, célèbre maison de commerce qui bénéficia pendant de longues années du monopole du commerce entre le Venezuela et l’Espagne ; c’était, en effet, l’époque de la piraterie et des rivalités entre l’Espagne, les Provinces-Unies, la France et l’Angleterre pour la maîtrise des mers.

### Époque coloniale espagnole
L’amiral britannique Charles Knowles (1704-1777), qui devait plus tard être fait gouverneur de la Jamaïque (1749-1752), fut le premier à mener une attaque contre le fort en 1743. De façon générale, le fort joua le rôle, à l’ère coloniale, de lieu de refuge pour la ville de Puerto Cabello et faisait partie, au même titre que le fortin Solano, situé sur les hauteurs qui dominent la ville, d’un système complexe de fortifications semblable, proportions gardées, à celui de la ville de Cartagène en Colombie.

### Époque de l'indépendance
Le 30 juin 1812, le sous-lieutenant Francisco Fernández Vinoni trahit les patriotes en armant les prisonniers du fortin, alors sous le commandement du colonel Simón Bolívar, pour hisser le pavillon royal et faire pilonner la ville de Puerto Cabello, occasionnant la chute de la Première République du Venezuela.
À la suite de la capitulation de 1812, le généralissime Francisco de Miranda est incarcéré dans le fort avant d'être transféré à Cadix en passant par Porto Rico.
Le 17 septembre 1814, Vicente Salias, traditionnellement considéré comme l’auteur des paroles de l’hymne national vénézuélien, est exécuté dans le fort.
À l’issue de la bataille de Carabobo de 1821, les troupes royalistes effectuent leur retraite vers le fort, faisant ainsi de la place l’ultime réduit des Espagnols sur le territoire vénézuélien jusqu’à leur expulsion finale en 1823, par les soins du général José Antonio Páez.

### Époque vénézuélienne
Le général Venancio Pulgar est emprisonné dans le fort à la suite de la tentative avortée de sécession de l’État de Zulia d’avec le Venezuela en 1869. Pulgar parvint cependant à suborner la garnison, laquelle constituait le dernier bastion contre le gouvernement nouvellement instauré d’Antonio Guzmán Blanco.
En 1902, le fort San Felipe ainsi que le fortin Solano, mais aussi la ville de Puerto Cabello elle-même, sont la cible d'attaques de la part du cuirassé anglais Charybdis et du croiseur allemand Vineta, pour motif de non remboursement de dettes contractées auprès de puissances étrangères sous le gouvernement de Cipriano Castro.
Le fort est converti en prison à l’époque de Cipriano Castro et de Juan Vicente Gómez, accueillant comme détenus diverses personnalités dissidentes illustres, telles que le général José Manuel Hernández (1853-1921), l’écrivain José Rafael Pocaterra (1888-1955), l’anarchiste Biófilo Panclasta (1879–1943), Jóvito Villalba (1908-1989), Rómulo Betancourt (1908-1981) et Andrés Eloy Blanco (1897-1955), lequel au cours de son séjour au fort écrivit l’œuvre poétique Barco de piedra (‘navire de pierre’), faisant allusion, par ce titre, à la forme carénée du château et au fait qu’il est environné par la mer.
À l’heure actuelle, l’accès public au fort est restreint, en raison de son emplacement au-dedans d’une base navale.